# Phaenomenella insulapratasensis
Phaenomenella insulapratasensis is een slakkensoort uit de familie van de Buccinidae. De wetenschappelijke naam van de soort is voor het eerst geldig gepubliceerd in 1994 door Okutani & Lan.